# Clinton D. McKinnon

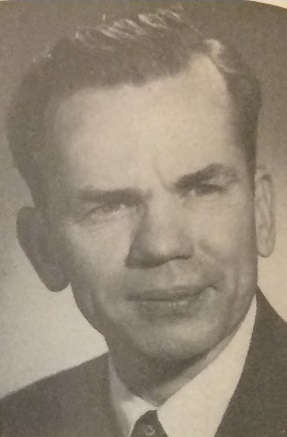
Clinton D. McKinnon (1949)

Clinton Dotson McKinnon (* 5. Februar 1906 in Dallas, Texas; † 29. Dezember 2001 in La Jolla, Kalifornien) war ein US-amerikanischer Politiker. Zwischen 1949 und 1953 vertrat er den Bundesstaat Kalifornien im US-Repräsentantenhaus.

## Werdegang
Clinton McKinnon besuchte die Palo Alto High School in Kalifornien und studierte danach bis 1924 an der Stanford University. Daran schlossen sich weitere Studiengänge an der University of Redlands und der Universität Genf in der Schweiz an, die er im Jahr 1930 absolvierte. Hauptberuflich arbeitete McKinnon als Journalist. Er war sowohl Zeitungsverleger als auch Herausgeber. Später kam auch noch ein Radiosender hinzu. Zwischenzeitlich war er auch Bankpräsident. Politisch war er Mitglied der Demokratischen Partei.
Bei den Kongresswahlen des Jahres 1948 wurde McKinnon im 23. Wahlbezirk von Kalifornien in das US-Repräsentantenhaus in Washington, D.C. gewählt, wo er am 3. Januar 1949 die Nachfolge von Charles K. Fletcher antrat. Nach einer Wiederwahl konnte er bis zum 3. Januar 1953 zwei Legislaturperioden im Kongress absolvieren. Diese waren von den Ereignissen des Kalten Krieges und des Koreakrieges geprägt. Im Kongress setzte sich McKinnon für verschiedene Wasserprojekte in San Diego ein. 1952 verzichtete er auf eine weitere Kandidatur für das US-Repräsentantenhaus und strebte stattdessen erfolglos die Nominierung seiner Partei für die Wahlen zum US-Senat an. In den Jahren 1952 und 1956 war er Delegierter zu den jeweiligen Democratic National Conventions. Danach zog er sich aus der Politik zurück. Clinton McKinnon starb am 29. Dezember 2001 in La Jolla.